# الخلاف بين إيلون ماسك ودونالد ترامب
في يونيو 2025، اندلع خلاف قصير بين رجل الأعمال والمستشار الرئاسي السابق إيلون ماسك ورئيس الولايات المتحدة دونالد ترمب على منصات التواصل الاجتماعي، وتركزت المشادات بشكل رئيسي على «تويتر» و«تروث سوشال»، وذلك بعد انسحاب ماسك من إدارة ترمب وانتقاده لمشروع قانون «قانون الفاتورة الواحدة الجميلة الكبرى»، الذي كان من المقرر أن يمثل تشريعًا بارزًا ضمن برنامج ترمب السياسي.
قبل تحالفهما السياسي في عام 2024، تبادل ماسك وترمب الاستفزازات على مدى سنوات. ففي عام 2022، وصف ماسك ترمب بأنه غير مؤهل للرئاسة بسبب تقدمه في السن، وجاء ذلك ردًا على نعت ترمب له بأنه «فنان هراء». حينها، نشب بينهما نزاع قصير الأمد.

## خلفية
انتقد ماسك دونالد ترمب قبل توليه الرئاسة الأولى في عام 2016، واندلع بينهما نزاع في عام 2022، تكرّر في السنوات اللاحقة. وفي عام 2024، نشأت بينهما ما وصفته صحيفة «ذا إندبندنت» بأنها «صداقة سريعة ومكثفة بين اثنين من أقوى رجال العالم». وفي فبراير 2025، أعلن ماسك صراحة أنه يُكنّ الإعجاب لترمب بوصفه «رجلًا صريحًا»، ثم دخل معه في نزاع جديد في يونيو من العام نفسه.

### خلاف عام 2022
في يوليو 2022، وصف ترمب ماسك بأنه «فنان هراء»، واعتبر عقده مع «تويتر» عقدًا «فاسدًا». وردّ ماسك بوصف ترمب بأنه متقدم في السن بشكل يمنعه من تولّي الرئاسة، مفضّلًا عليه رون ديسانتيس كمرشح لانتخابات الرئاسة لعام 2024. لاحقًا، صرّح ترمب عبر «تروث سوشال» بأن ماسك زار البيت الأبيض طالبًا دعمه في مشاريع ممولة، مضيفًا أنه لو طُلب منه التوسل «لفعل ذلك». كما كتب ترمب على «تروث سوشال»: «ينبغي على إيلون الآن أن يركّز على الخروج من ورطة «تويتر»، إذ قد يكون مدينًا بـ44 مليار دولار مقابل شيء ربما لا يحمل أي قيمة. وهناك أيضًا منافسة شديدة في سوق السيارات الكهربائية».
في عام 2022، عقب إعادة تفعيل حساب ترمب على «تويتر»، قال ماسك لإيزاكسون عن ترمب: «إنه مثير للاضطراب. إنه بطل العالم في الهراء». وفي عام 2024، وصفت مجلة «نيويورك» الخلاف بينهما خلال السنوات السابقة بأنه «متقلب، يشتعل ويخمد باستمرار».

### الانتخابات الرئاسية 2024
بسبب ضائقة مالية ناجمة عن رسوم قانونية تجاوزت 50 مليون دولار، عقدت حملة ترمب اجتماعًا مع ماسك ومجموعة من المتبرعين الآخرين في مارس 2024. نفى ماسك آنذاك تقديم أي دعم لترمب، وأشار إلى ميله لدعم بايدن. من جانبه، صرّح ترمب بأنه قدّم مساعدة لماسك في السابق. أنشأ ماسك لجنة العمل السياسي «أمريكا سوبر باك» في 22 مايو. أعلن دعمه العلني لترمب عقب محاولة الاغتيال التي وقعت في بتلر في 13 يوليو. وفي 12 أغسطس، استضاف ماسك بثًا مباشرًا على منصة «إكس» بمشاركة ترمب، طرح خلاله فكرة «لجنة كفاءة الحكومة». وفي نهاية المطاف، قدّم ماسك مساهمات تجاوزت 290 مليون دولار أمريكي لحملة ترمب الرئاسية.

### إدارة ترمب الثانية
في إدارة ترمب، تولّى ماسك رئاسة وزارة كفاءة الحكومة، في مسعى لخفض اللوائح، وتقليص النفقات، وإعادة هيكلة الوكالات الفيدرالية. شغل منصب موظف حكومي خاص، ما جعل فترة خدمته محددة بمدة 130 يومًا.
لعب ماسك دورًا بارزًا في الحملة الانتخابية لانتخابات المحكمة العليا في ولاية ويسكونسن لعام 2025، حيث أنفق ما لا يقل عن 23 مليون دولار أمريكي من خلال لجان العمل السياسي. وقد شكّل دوره في الانتخابات عبئًا سياسيًا على براد شيميل.
أشارت شبكة «سي بي إس نيوز» إلى أن ترمب توقف عن النشر حول ماسك بحلول أبريل، بعد أن كان يذكره بنحو ست مرات أسبوعيًا في الفترات السابقة.
في منتدى قطر الاقتصادي في مايو 2025، أعلن ماسك عزمه تقليص إنفاقه السياسي. كما أخبر مستثمري شركة «تسلا» في أبريل أنه سيكرّس مزيدًا من اهتمامه لشركاته. وفي الشهر التالي، غادر ماسك إدارة ترمب في حفل وداع رسمي.
ما إن غادر الصحفيون المكتب البيضاوي، حتى واجه ترمب ماسك بشأن تبرعات سياسية كان قد قدّمها ديمقراطيون سابقًا من خلال جاريد إيزاكسون، الحليف المقرب من ماسك ومرشح ترمب لتولي إدارة وكالة «ناسا». وبعد ساعات، أبلغ ترمب إيزاكسون بسحب ترشيحه.

### ماسك بشأن مشروع قانون «الفاتورة الواحدة الجميلة الكبرى»
في 27 مايو، وبعد مرور أسبوع على إقرار مشروع قانون «الفاتورة الواحدة الجميلة الكبرى» المدعوم من ترمب في مجلس النواب، وجّه ماسك انتقادات للمشروع، معتبرًا أنه يزيد العجز المالي ويقوّض جهود وزارة كفاءة الحكومة. وفي 30 مايو، صرّح ترمب بأن ماسك «لم يغادر البيت الأبيض فعليًا».
حلول 4 يونيو، صعّد ماسك من انتقاداته للمشروع عبر منشورات على منصة «إكس»، واصفًا إياه بأنه «تشوّه مقزز» من شأنه أن يجلب «ديونًا خانقة وغير مستدامة».

## خلاف عام 2025

### يونيو 5
قُبيل منتصف النهار بقليل، جلس ترمب مع المستشار الألماني فريدريش ميرتس في المكتب البيضاوي، وأجاب عن أسئلة الصحفيين على الهواء مباشرة لأكثر من 40 دقيقة. وعندما طُرح عليه سؤال بشأن انتقادات ماسك لمشروع القانون، صرّح ترمب بأنه «يشعر بخيبة أمل» لأنه «لطالما أحب إيلون»، مضيفًا أن ماسك يوجّه انتقاداته بسبب التخفيضات في إعانات السيارات الكهربائية، وأكد أنه كان سيفوز في بنسلفانيا حتى دون دعمه. وأثناء استمرار المقابلة، رد ماسك قائلًا إن بإمكان ترمب الاحتفاظ بإعاناته طالما أن مشروع القانون «نحيف وجميل». كما صرّح ترمب بأن ماسك يعرف مشروع القانون «أفضل من أي أحد»، وأن حنينه إلى واشنطن ربما بلغ حدّ الاختلال؛ فرد ماسك بأنه لم يتلقَّ عرضًا للاطلاع على مشروع القانون، مشيرًا إلى أن ترمب كان سيخسر الانتخابات لولا مساعدته، ثم أنهى تعليقه بالقول: «يا للجحود».
لاحقًا، أعاد ماسك نشر منشورات تعود إلى عامي 2012-2013 كان قد عثر عليها قبل ساعات، ينتقد فيها ترمب الكونغرس بسبب العجز المالي.

#### حزب أمريكا
في تغريدة نُشرت عند الساعة 13:57، اقترح ماسك تأسيس حزب سياسي يُمثّل «الثمانين في المئة من الوسط»، وصوّت مستخدمو تويتر بنسبة 80% تأييدًا للاقتراح. وعند الساعة 18:07، اقترح أن يُطلق على الحزب اسم «حزب أمريكا».

#### موجة من التهديدات
إقالة مؤيدي مشروع القانون – عند الساعة 15:32، وجّه ماسك تهديدًا إلى الداعمين لمشروع القانون، قائلًا: «في نوفمبر من العام المقبل، سنقيل كل السياسيين الذين خانوا الشعب الأمريكي». ولم يبدُ أن تأييد الجمهوريين لمشروع القانون قد تأثر. قطع عقود ماسك – بعد المؤتمر الصحفي، توجّه ترمب إلى منصته الاجتماعية للتعليق على الموقف، وكرر أن ماسك «جُنّ» بسبب «تفويض السيارات الكهربائية»، وهو ما وصفه ماسك فورًا بأنه كذب. ثم هدّد ترمب بقطع العقود الحكومية المبرمة مع ماسك. ترمب في ملفات إبستين – وردًا على ذلك، زعم ماسك أن اسم ترمب مدرج في ملفات إبستين، لكنه حذف المنشور في 7 يونيو. إخراج التنانين من الخدمة – صرّح ماسك بعد ذلك بأن شركة «سبيس إكس» بصدد إخراج مركبة «دراغون 2» من الخدمة. تُعد «كرو دراغون» المركبة الأمريكية الوحيدة المأهولة والقادرة على الالتحام بمحطة الفضاء الدولية، بينما تنفذ كل من «كارغو دراغون» و«ساينوس» المهام الأمريكية الخاصة بنقل الشحنات إلى المحطة. حذف ماسك المنشور بعد أن أثار الانتباه، ثم أعلن لاحقًا أن المركبة الفضائية لن تُخرج من الخدمة، وذلك ردًا على مستخدم في منصة «إكس» نصحه بأن «يهدأ قليلًا». مساءلة أخرى لترمب – بعد مرور دقيقتين، دعا ماسك إلى مساءلة ثالثة لترمب.

#### الرسوم الجمركية والهدنة
أنهى ماسك وابل تغريداته بالتأكيد مجددًا على أن الرسوم الجمركية ستؤدي إلى ركود اقتصادي في النصف الثاني من عام 2025. لاحقًا ذاك المساء، رد ماسك على مناشدة الملياردير في صناديق التحوط بيل أكمان، الذي قال إن البلاد كانت أقوى حين كان ماسك وترمب حليفين، قائلًا إنه لم يكن مخطئًا. وأفادت «بوليتيكو» بأن ماسك وترمب كان من المقرر أن يُجريا مكالمة للمصالحة.

#### قطع العلاقات
ألغى ماسك متابعة حسابات تويتر لكل من ستيفن ميلر، نائب رئيس موظفي ترمب لشؤون السياسات ومستشاره لشؤون الأمن الداخلي؛ وكذلك تشارلي كيرك، المؤثر المحافظ. ظهر الرجلان في برنامج كيرك للإشادة بمشروع قانون «الفاتورة الواحدة الجميلة الكبرى».